# Ophioleviathan
Ophioleviathan is een geslacht van uitgestorven slangsterren uit de familie Ophiacanthidae. Vertegenwoordigers van dit geslacht zijn slechts als fossiel bekend.

## Soorten
- Ophioleviathan watsoni Thuy, 2013 †